# Reinhold von Rosen (1865–1946)

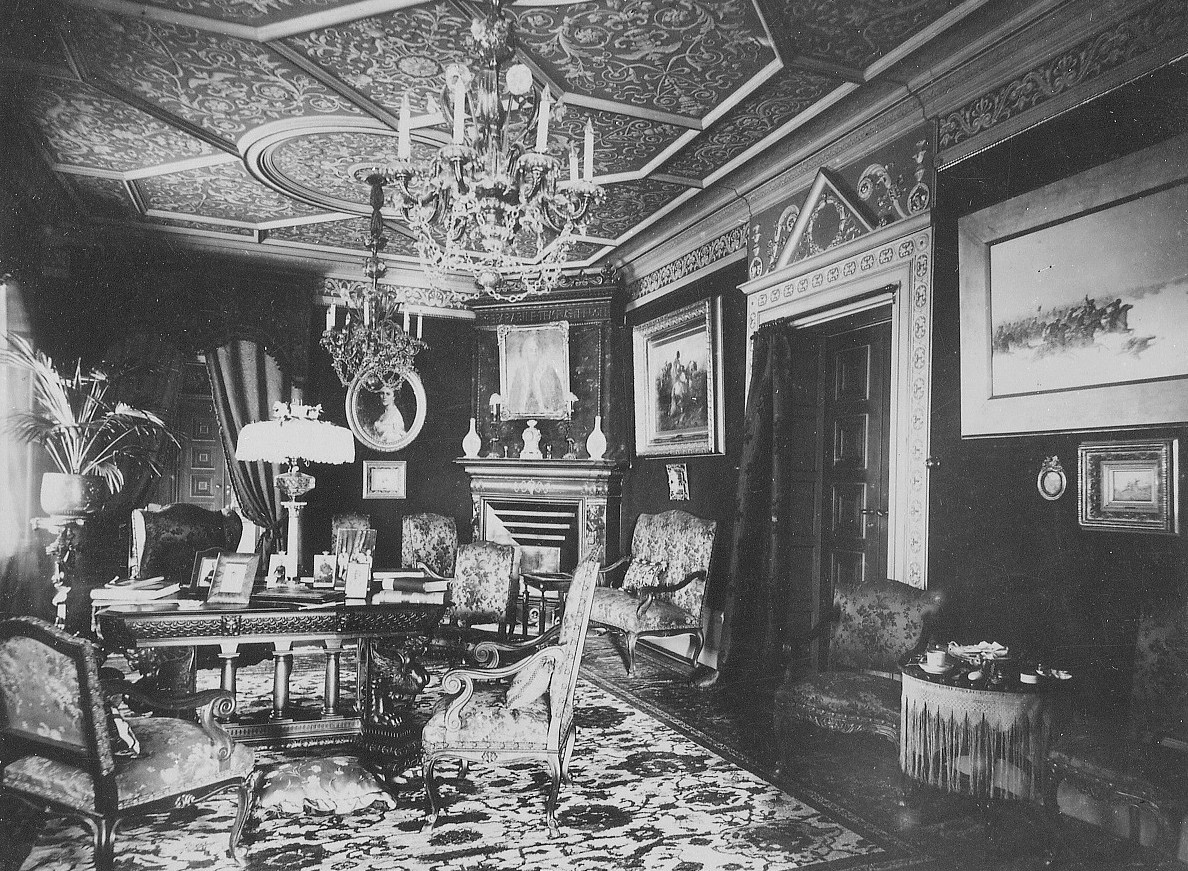
Salongen i greve von Rosens hem i Bünsowska huset, Strandvägen 29, 4 tr., 1890-tal.

Reinhold Gustaf Edward Moore von Rosen, född 13 september 1865 i Nice, död 27 juni 1946, var en svensk greve, militär (generallöjtnant) och ägare till Fituna på Södertörn.

## Biografi
von Rosen blev underlöjtnant vid Livgardet till häst 1886 och löjtnant 1889. År 1899 blev han ryttmästare och kapten vid generalstaben, och var generalstabsofficer vid 4. arméfördelningen 1905–1906. År 1906 blev han major vid generalstaben och stabschef i 4. arméfördelningen 1906–1910. År 1910 blev von Rosen överstelöjtnant i armén och Livgardet till häst, och 1913 överste och chef för Smålands husarregemente, en post han behöll till 1915. Åren 1915–1922 var han överste och sekundchef för Livgardet till häst. År 1922 blev han generalmajor och var 1922–1930 inspektör för kavalleriet. År 1929 blev han generallöjtnant.
von Rosen blev ledamot av andra klassen av Krigsvetenskapsakademien 1908 och av första klassen 1922. Åren 1910–1913 var han stadsfullmäktig i Stockholms stad (för Allmänna valmansförbundet). 
von Rosen var son till överstekammarjunkaren Carl Gustaf von Rosen och Ella Carlton Moore. Han gifte sig 1893 med Elsa von Horn (1875–1956). De fick tre barn, konstnären Reinhold von Rosen, översten Gustaf-Fredrik von Rosen och biologen Sten von Rosen. Makarna von Rosen är begravda på Solna kyrkogård.

## Utmärkelser

### Svenska utmärkelser
- Konung Gustaf V:s jubileumsminnestecken med anledning av 70-årsdagen, 1928.[3]
- Kommendör med stora korset av Svärdsorden, 6 juni 1929.[3]
- Kommendör av första klassen av Svärdsorden, 5 juni 1920.[4]
- Kommendör av andra klassen av Svärdsorden, 6 juni 1917.[5]
- Riddare av första klassen av Svärdsorden, 1906.[6]
- Kommendör av andra klassen av Vasaorden, 6 juni 1916.[7]
- Riddare av Johanniterorden i Sverige, tidigast 1921 och senast 1925.[8][9]

### Utländska utmärkelser
- Storkorset av Belgiska Leopold II:s orden, tidigast 1925 och senast 1928.[9][10]
- Kommendör av första graden av Danska Dannebrogorden, tidigast 1921 och senast 1925.[8][9]
- Riddare av Danska Dannebrogorden, tidigast 1905 och senast 1908.[11][12]
- Kommendör av första klassen av Finlands Vita Ros’ orden, tidigast 1918 och senast 1921.[8][13]
- Kommendör av första klassen av Norska Sankt Olavs orden, tidigast 1925 och senast 1928.[9][10]
- Kommendör av Franska Hederslegionen, tidigast 1910 och senast 1915.[14][15]
- Riddare av andra klassen av Ryska Sankt Annas orden, 1908.[12][16]
- Kommendör av Österrikiska Frans Josefsorden, 1908.[12][16]
- Tredje graden av tredje klassen av Kinesiska Dubbla drakorden, 1908.[12][16]
- Riddare av tredje klassen av Preussiska Röda örns orden, 1908.[12][16]
- Riddare av fjärde klassen av Preussiska Röda örns orden, tidigast 1897 och senast 1901.[17][18]